# Campionati europei di pattinaggio di velocità 2015
I Campionati europei di pattinaggio di velocità 2015 sono stati la 109ª edizione della manifestazione. Si sono svolti dal 10 all'11 gennaio 2015 presso la Uralskaya Molniya di Čeljabinsk, in Russia.

## Podi

### Uomini
| Evento              | Oro         | Punti   | Argento      | Punti   | Bronzo       | Punti   |
| Allround (dettagli) | Sven Kramer | 149.928 | Koen Verweij | 150.107 | Denis Yuskov | 150.696 |

### Donne
| Evento              | Oro        | Punti   | Argento           | Punti   | Bronzo         | Punti   |
| Allround (dettagli) | Ireen Wüst | 161.734 | Martina Sáblíková | 162.414 | Linda de Vries | 163.695 |